# Новый Свет 1-й
Но́вый Свет 1-й — село в Жердевском районе Тамбовской области России. Входит в состав Володарского сельсовета.

## География
Село находится на расстоянии 24 км к северо-востоку от города Жердевка, административного центра района, и 100 км (по прямой) к юго-востоку от города Тамбов, административного центра области.

### Часовой пояс
Село Новый Свет 1-й, как и вся Орловская область, находится в часовой зоне МСК (московское время). Смещение применяемого времени относительно UTC составляет +3:00.

## Население
| 2002 | 2010 |
| ---- | ---- |
| 331  | ↘288 |

### Национальный состав
Согласно результатам переписи 2002 года, в национальной структуре населения русские составляли 98 % из 331 чел.